# Bohumil Fiala
Bohumil Fiala (22. ledna 1970 Karviná – 28. července 2021) byl český pedagog, v letech 2007–2012 děkan Obchodně podnikatelské fakulty v Karviné Slezské univerzity v Opavě.

## Život
Od 14 let se věnoval sportu, především běhu a vzpírání. Jeho koníčkem se staly dálkové běhy, ročně uběhl v tréninku až 4 tisíce km. Jeho osobní rekord v maratonu je 2:58. Absolvoval výsadkářský kurz v armádě.
Po 22 let vyučoval na Slezské univerzitě v Opavě. V letech 2003 až 2006 vykonával funkci proděkana pro studijní záležitosti na Obchodně podnikatelské fakultě v Karviné. V roce 2007 se stal děkanem Obchodně podnikatelské fakulty v Karviné. Publikoval práce z oblasti podnikatelské etiky a dějin filozofie. V červenci 2012 na vedení fakulty rezignoval, aby se mohl věnovat své profesní dráze a připravit se na habilitační řízení. V roce 2014 přišel kvůli rozpuštění katedry společenských věd o práci a nepodařilo se mu najít novou. Začal pít, rozpadla se mu rodina a nakonec skončil na ulici.
Obrat v jeho životě nastal ve chvíli, kdy se jeho příběh objevil na facebookové stránce Bez domova. Tam si ho všimli jeho bývalí studenti a svému někdejšímu učiteli začali poskytovat mnohostrannou podporu. Díky jejich pomoci se dokázal odrazit ode dna, zbavit se závislosti na alkoholu a začít zase běhat. Dne 8. května 2016 v Praze znovu běžel maraton.
Poté se věnoval sociální práci v ostravské charitě a teologické činnosti. Zemřel náhle 28. července 2021 ve věku 51 let.

## Dílo
- Vybrané kapitoly z andragogiky, pedagogiky a didaktiky, 1999
- Etika, 2001, učebnice manažerské etiky, morální filozofie a společenského chování
- Podnikatelská etika, 2005
- Filozofie a dějiny filozofie: distanční studijní opora, 2006, učebnice dějin filozofie
- Etika a etiketa ve veřejné správě, 2013